# Kwadungan Gunung
Kwadungan Gunung is een bestuurslaag in het regentschap Temanggung van de provincie Midden-Java, Indonesië. Kwadungan Gunung telt 2112 inwoners (volkstelling 2010).